# Sönke Rothenberger
Sönke Rothenberger (14 oktober 1994) is een  Duitse ruiter, die gespecialiseerd is in dressuur. Rothenberger won de gouden medaille in de landenwedstrijd tijdens de Olympische Zomerspelen 2016. Rothenberger is de zoon van Sven Rothenberger en Gonnelien Rothenberger-Gordijn.

## Resultaten

### Olympische Zomerspelen
| Jaar | Plaats         | Resultaten                                 |
| ---- | -------------- | ------------------------------------------ |
| 2016 | Rio de Janeiro | 19e individueel met Cosmo · team met Cosmo |

### Wereldruiterspelen
| Jaar | Plaats | Resultaten                                       |
| ---- | ------ | ------------------------------------------------ |
| 2018 | Tryon  | 4e Grand Prix Special met Cosmo · team met Cosmo |

1928: von Langen, Linkenbach, Lotzbeck ·
1932: Lesage, Marion, Jousseaume ·
1936: Pollay, Gerhard, Oppeln-Bronikowski ·
1948: Jousseaume, Saint-Fort Paillard, Buret ·
1952: Saint Cyr, Boltenstern, Persson ·
1956: Saint Cyr, Boltenstern, Persson ·
1964: Boldt, Klimke, Neckermann ·
1968: Neckermann, Klimke, Linsenhoff ·
1972: Petoesjkova, Kizimov, Kalita ·
1976: Boldt, Klimke, Grillo ·
1980: Kovsjov, Oegrjoemov, Misevitsj ·
1984: Klimke, Sauer, Krug ·
1988: Klimke, Linsenhoff, Theodorescu, Uphoff ·
1992: Balkenhol, Uphoff, Theodorescu, Werth ·
1996: Balkenhol, Schaudt, Theodorescu, Werth ·
2000: Werth, Capellmann, Salzgeber, Simons-de Ridder ·
2004: Kemmer, Schmidt, Schaudt, Salzgeber ·
2008: Kemmer, Capellmann, Werth ·
2012: Hester, Bechtolsheimer, Dujardin ·
2016: Rothenberger, Schneider, Bröring-Sprehe, Werth ·
2020: von Bredow-Werndl, Schneider, Werth ·
2024: Wandres, von Bredow-Werndl, Werth